# Nevtralnost
Nevtralnost je politični status države.
Poznamo:
- Politično nevtralnost
- Vojaško nevtralnost

## Politična nevtralnost
Nevtralnost neke države na političnem področju. Taka država v mednarodnem političnem prostoru ne bo zavzemala stališč s področja varnosti in se ne bo vključevala v mednarodne vojaške in politične zveze.

## Vojaška nevtralnost
To vrsto nevtralnosti pokriva Druga haška konvencija, pomeni pa, da se država, ki razglasi vojaško nevtralnost ne namerava vpletati v noben oborožen spopad (ne neposredno ne posredno), sme pa braniti lastno ozemlje v primeru kršitve njene nevtralnosti, kar se ne šteje kot akt agresije.